# Bichon (film, 1948)
Pour les articles homonymes, voir Bichon.
Pour plus de détails, voir Fiche technique et Distribution.
Bichon est un film français, un vaudeville, réalisé par René Jayet, sorti en 1948.

## Fiche technique
- Titre : Bichon
- Réalisation : René Jayet
- Assistant réalisateur : Henri Lepage
- Scénario : Jean de Létraz
- Décors : Louis Le Barbenchon
- Photographie : Jean Bachelet
- Son : Séverin Frankiel
- Montage : Fanchette Mazin
- Société de production : Union Technique Cinématographique
- Pays de production :  France
- Genre : Comédie
- Durée : 80 minutes
- Date de sortie :
  - France : 21 mai 1948

## Distribution
- Armand Bernard : Augustin, un garçon timide mais secrétaire modèle, amoureux de la fille de son patron
- Suzy Carrier : Christiane Fontange, la fille d'un industriel dont Augustin est amoureux
- André Alerme : Fontange, son père, un industriel qui veut lui faire épouser son riche associé
- Jacques Famery : Jacques Fontange, le frère cadet de Christiane qui a eu un bébé avec une certaine Loulou
- Daisy Daix : Loulou, la fille  avec laquelle Jacques a eu le petit Bichon
- Jeanne Fusier-Gir : la tante Pauline
- Henri Hennery : Gambier